# Robafaves Llibres SCCL
Robafaves Llibres SCCL o Llibreria Robafaves fou una llibreria de Mataró, fundada el 1975 per la Unió de Cooperadors de Mataró, i que el 1978 va prendre la forma de societat cooperativa. El 1998 va rebre la Creu de Sant Jordi en reconeixement de la seva tasca de potenciació de la lectura i difusió cultural a Mataró i el Maresme. El 2002 va adquirir el 51% de la Llibreria Catalònia. També es va associar amb la cooperativa Abacus per a obrir una nova llibreria a Mataró sota la marca Actua. La societat va tancar en 2013.